# Єгорине
Єго́рине — село в Україні, у Могилівській сільській громаді Дніпровського району Дніпропетровської області. Площа — 0,911 км², домогосподарств — 56, населення — 130 осіб.

## Географія
Село Єгорине знаходиться на правому березі річки Оріль, вище за течією примикає село Китайгород, на протилежному березі — село Могилів. На відстані 0,5 км розташоване село Салівка. Річка в цьому місці звивиста, утворює лимани, стариці та заболочені озера. Поруч проходить автомобільна дорога Т 0441.

## Населення

### Мова
Розподіл населення за рідною мовою за даними перепису 2001 року:
| Мова       | Кількість | Відсоток |
| ---------- | --------- | -------- |
| українська | 158       | 86.34%   |
| російська  | 25        | 13.66%   |
| Усього     | 183       | 100%     |